# ایشتوان نیرش
ایشتوان نیرش (تلفظ مجاری: [ˈiʃtva:n ˈɲerʃ]; ۲۵ می ۱۹۲۴–۹ مارس ۲۰۰۵) همچنین به عنوان «استفانو نیرس» شناخته می‌شود، یک بازیکن فوتبال مجار بود که در پست مهاجم یا به عنوان یک هافبک بازی می‌کرد. اگرچه تنها دو بازی بین‌المللی برای مجارستان انجام داد، اما او یکی از بزرگترین اساطیر فوتبال کشورش است که اوج فوتبال او در دهه‌های ۱۹۴۰ و ۱۹۵۰ بود.

## حرفه
ایستوان در کشور فرانسه و در یک خانواده مهاجر که کارگر معدن بودند متولد شد. برادر کوچکترش فرنس نیرز بود. وقتی او ۱۴ ساله بود، با خانواده اش به بوداپست رفت و در آنجا شروع به بازی برای تیم III. کرولتی کرد. او اولین بازی رسمی خود را در ۱۷ سالگی برای تیم ز.آ. ک سوبوتیکا انجام داد. نیرز در سال ۱۹۶۱ از دنیای فوتبال خداحافظی کرد. در دوران بازنشستگی او چندین سال در میلان زندگی می‌کرد تا اینکه در سال ۲۰۰۵ در سن ۸۰ سالگی در سوبتیتسا، صربستان درگذشت.